# Ramón Nomar
Ramón Nomar (Caracas, 9 gennaio 1974) è un attore pornografico spagnolo con cittadinanza venezuelana.

## Biografia
Nomar è nato a Caracas in Venezuela dove ha trascorso i suoi primi anni di vita prima che la famiglia si trasferisse a Barcellona e poi a La Coruna. Da sempre affascinato dal cinema pornografico ispirato da Rocco Siffredi e dai suoi film, dopo aver terminato il servizio militare alle Isole Canarie, a 21 anni ha iniziato a lavorare in un sexy shop.

## Carriera

### Inizio
A settembre del 1995 si è recato al festival Internazionale Erotico di Barcellona, dove all'età di 23 anni ha vinto una selezione organizzata dal regista italiano Luca Damiano. I partecipanti si sono dovuti esibire in scene di sesso su un palco davanti ad un pubblico di 2.000 persone. Due settimane dopo ha girato la sua prima scena Cindy con Selen e poco dopo nel film hardcore Showgirls en Madrid diretto da José Maria Ponce in cui recita accanto a Nina Hartley, Toni Ribas, Max Cortés e Hakan Serbes. All'inizio della sua carriera si è esibito sotto il nome di battesimo Ramon o Guevara e, sotto la guida di Luca Damiano, ha ricoperto il ruolo di Giovanni Battista in Salomé (1997), Fucking Instinct (1997), The Night porter - Il Portiere di notte (1998), di Frank nelle parodie western dei Magnifici Sette Rocco and the Magnific Seven (Rocco ei magnifici 7, 1998) and 1954's Seven Samurai: Rocco and the Mercenaries (Rocco ei mercenari, 1999) con Rocco Siffredi e il generale Barras in Napoleone - Le Amanti dell'Imperatore (1998) con Roberto Malone e Sergey Zodomir in  AnaXtasia - La principessa stuprata (1998). Ha, inoltre, lavorato negli spettacoli erotici al Baghdad Party Hall a Barcellona.

### Salita alla ribalta
Nel 1998 al Festival del cinema erotico di Cannes ha ricevuto il premio Hot D'or come miglior esordiente. Ha partecipato inoltre a set fotografici, spesso in compagnia di Toni Ribas e Andrea Moranty. In due occasioni ha vinto il premio come miglior attore spagnolo con il premio Ninfa al Festival Internazionale del Film Erotico a Barcellona: nel 2004 per il ruolo del leggendario wrestler spagnolo "El Diablo" in The Sexual Code (616 DF: El diablo español vs. Las luchadoras del este, 2004) e nel 2006 per il ruolo del ranger Miguel nel film Panic in the forest by Pepe Catman (Mantis: O Bosque do Tesão, 2006).
Nel 2007 ha partecipato al film pornografico femminile Five Hot Stories for Her, diretto da Erika Lust.

### Trasferimento negli Stati Uniti
Nel 2010, dopo aver lavorato in Europa per oltre 10 anni, a causa della difficile situazione economica in Spagna, si è trasferito a Los Angeles. Insieme al suo amico Nacho Vidal ha iniziato a lavorare in produzione quali  Slutty & Sluttier 12 di Manuel Ferrara Belladonna: Manhandled 4 con Belladonna e ha lavorato per case di produzione quali Evil Angel, Brazzers, Hard X, Kink ed altre. Nel 2012 ha vinto il suo primo AVN per la miglior scena di gruppo in Asa Akira Is Insatiable 2.
Nel 2020 ha aperto durante il periodo della pandemia del Covid-19 il suo canale Onlyfans, dove ha avuto immediatamente moltissimi abbonati. L'anno successivo ha girato insieme ad Aubrey Kate la sua prima scena con un'attrice transessuale.
Generalmente si serve dello pseudonimo Ramon Nomar, oppure semplicemente Ramon; altre volte appare accreditato come Ramon Guevara, Ramon Fernandez, Ramon Enrique, Ramon d'L Pojhon, Ramone, Ramone Fernandez. Fa parte dal 2019 della Hall of Fame degli AVN Awards.

## Vita privata
Ha avuto una relazione con l'attrice ungherese Rita Faltoyano ma successivamente ha sposato la collega italoamericana Madelyn Marie da cui si è separato.
L'11 gennaio 2017, insieme al regista pornografico Tony T., ha intentato causa alla Suprema Corte di Los Angeles nei confronti della collega Nikki Benz che il 20 dicembre 2016 ha raccontato di esser stata molestata sul set della scena di Brazzers Nikki Goes Bananas.

## Riconoscimenti
- AVN Awards
  - 2012 – Best Group Sex Scene per Asa Akira Is Insatiable 2 con Asa Akira, Erik Everhard, Toni Ribas, Danny Mountain, Jon Jon, Broc Adams e John Strong[23]
  - 2013 – Best Double Penetration Sex Scene per Asa Akira Is Insatiable 3 con Asa Akira e Mick Blue[24]
  - 2013 – Best Group Sex Scene per Asa Akira Is Insatiable 3 con Asa Akira, Mick Blue e Erik Everhard[24]
  - 2013 – Best Three-Way Sex Scene - Boy/Boy/Girl per Lexi con Lexi Belle e Mick Blue[25]
  - 2014 – Best Three-Way Sex Scene - Boy/Boy/Girl per Anikka con Anikka Albrite e James Deen[26]
  - 2015 – Best Group Sex Scene per Gangbang Me con Aj Applegate, Erik Everhard, James Deen, John Strong, Jon Jon, Mick Blue e Mr. Pete[27]
  - 2015 – Best Three-Way Sex Scene - Boy/Boy/Girl per Allie con Allie Haze e Mick Blue[28]
  - 2019 – Best Boy/Girl Sex Scene per The Possession of Mrs. Hyde con Avi Love[29]
  - 2019 – Hall Of Fame - Video Branch[30]
  - 2020 – Best Anal Sex Scenes per The Anal Awakening con Emily Willis[31]
  - 2020 – Best Double Penetration Sex Scene  per I am Riley con Riley Reid e Markus Dupree[32]
  - 2020 – Best Foreign-Shot Anal Sex Scene per Elements con Misha Cross[33]
- XBIZ Awards
  - 2013 – Best Scene - Feature Movie per Wasteland con Lily Labeau, Lily Carter, Mick Blue, David Perry e Toni Ribas[34]
  - 2021 – Male Performer Of The Year[35]
  - 2022 – Best Scene - Feature Movie per Black Widow XXX: An Axel Braun Parody con Lacy Lennon, Elena Koshka e Seth Gamble[36]
- XRCO Award
  - 2019 – Hall Of Fame[37]

## Filmografia parziale
- Showgirls en Madrid (1996)
- Salomé (1997)
- Verdadera historia de una joven prostituta (1998)
- La Dresseuse (1999)
- Motels (2000)
- El Tatuaje (2001)
- Route 69 (2001)
- Gothix (2001)
- Lagrimas de esperma (2001)
- Delirio y carne (2002)
- Vi presento mia moglie (2002)
- Hot Sex à Saint Tropez (2003)
- Private Cafè 1 & 2 (2003)
- 616 DF: License for Sex (2004)
- 2 sex 3 angels (2005)
- Cafè diablo (2006)
- Ibizia Sex Party (2007)
- All about Ahslynn (2008)
- Inside the Booby Hatch (2010)
- Big Tits in Uniform 2 (2010)